# Corydalis yargongensis
Corydalis yargongensis är en vallmoväxtart som beskrevs av Cheng Yih Wu. Corydalis yargongensis ingår i släktet nunneörter, och familjen vallmoväxter. Inga underarter finns listade i Catalogue of Life.